# HIP 65426 b
HIP 65426 b, formalmente chamado de Najsakopajk,  é um exoplaneta superjúpiter que orbita a estrela-mãe HIP 65426 na constelação de Centaurus. Foi descoberto em 6 de julho de 2017 pelo consórcio SPHERE usando o instrumento Spectro-Polarimetric High-Contrast Exoplanet Research (SPHERE) pertencente ao Observatório Europeu do Sul (ESO),   sendo o primeiro planeta confirmado descoberto pelo instrumento SPHERE. Está a 385 anos-luz da Terra.